# Cortinarius casimirii
Cortinarius casimirii, epitet mai vechi casimiri, (Josef Velenovský, 1921 ex Hendrik Sijbert Cornelis Huijsman, 1955), sin. Cortinarius subsertipes (Henri Romagnesi, 1952)  a încrengăturii Basidiomycota, din familia Cortinariaceae și de genul Cortinarius, este o specie de ciuperci necomestibile destul frecventă și răspândită care coabitează, fiind un simbiont micoriza (formează micorize pe rădăcinile arborilor). Un nume popular nu este cunoscut. În România, Basarabia și Bucovina de Nord trăiește de la câmpie la munte în grupuri, pe sol umed, calcaros, dar, de asemenea, pe cel acru, în păduri de foioase, mixte și de conifere, adesea între mușchi și în locuri ierboase, sub arini verzi, fagi, mesteceni respectiv molizi. Timpul apariției este din (iunie) iulie până în noiembrie (decembrie).

## Taxonomie

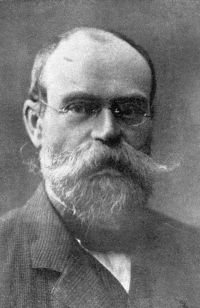
Josef Velenovský

Conform Checklist of Basidiomycota of Great Britain and Ireland din 2005, specia a fost descrisă pentru prima dată de micologul bavarez Max Britzelmayr sub denumirea Cortinarius unimodus în 1885. Acest taxon a fost menționat și pictat de micologul englez Mordecai Cubitt Cooke (1887 respectiv 1888). Dar numele binomial hotărât este Telamonia casimiri(i) determinat de micologul ceh Josef Velenovský (1858-1949) în volumul 2 al trilogiei sale České Houby din 1921.
Apoi, în 1955, micologul neerlandez Hendrik Sijbert Cornelis Huijsman (1900-1986) a transferat specia la genul sub păstrarea epitetului, fiind și numele curent valabil (2023). Toate celelalte încercări de redenumire și ale variațiilor descrise (vezi infocaseta) sunt acceptate sinonim. 
Mai trebuie menționat că în multe cărți micologice buretele este descris sub denumirea Cortinarius subsertipes a micologului francez Henri Romagnesi din 1952.
Epitetul specific a fost creat în onoarea micologului francez Claude Casimir Gillet (1806-1896).

## Descriere

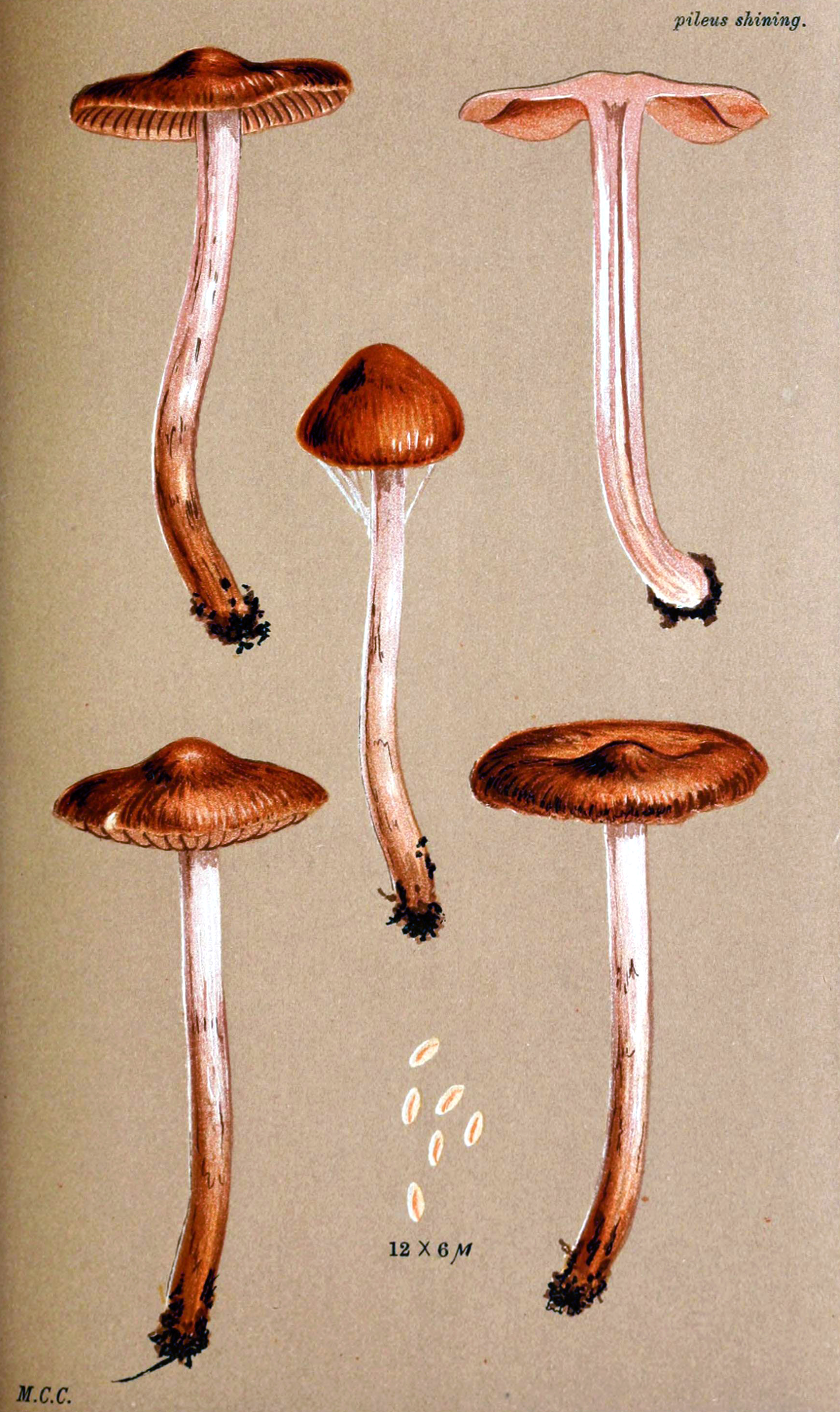
Cooke: Cortinarius casimiri

- Pălăria: are un diametru între 2-5 (7) cm, este destul de subțire, slab higrofană, la început aproape emisferică, apoi convexă și în sfârșit aplatizată, prezentând o cocoașă largă și tocită mai mult sau mai puțin proeminentă care devine aproape mereu ascuțită la bătrânețe. Cuticula uscată este albicios-mătăsoasă când buretele este tânăr, aproape netedă când este bătrân, în zona marginală atârnată cu un voal alb mai mult sau mai puțin voluptuos. Coloritul  este variabil, la început în cea mai mare parte maro de ciocolată până la brun-roșiatic cu un centru mai închis, dar în vârstă decolorat spre bej-ocru sau bej-cenușiu, adesea cu o nuanță violetă caracteristică, rar cu pete întunecate.
- Lamelele: destul de subțiri și îndepărtate, cu lameluțe intercalate de lungime diferită, slab bombate, sunt libere sau agățate cu un dinte la picior, fiind învăluite la început de o cortină formată din fibre fine ca păienjeniș de culoare alb-violacee, fragment al vălului parțial. Coloritul inițial brun-cenușiu, uneori cu o tentă de violet, devine apoi roșu-cenușiu până la brun de miere și în sfârșit brun-ruginiu până brun-roșiatic închis. Muchiile sunt ceva mai deschise în culoare, în tinerețe chiar albicioase.
- Piciorul: fibros și subțire cu o lungime de 3-8 (9) cm și un diametru de 0,5-0,8 (1) cm este plin pe dinăuntru, cilindric, nu rar ceva îndoit, cu baza oarecum îngroșată. Suprafața strălucește mătăsos. Coloritul este albicios până crem murdar sau bej deschis, adesea afectat de pulberea ruginie a sporilor. Prezintă ocazional o zonă inelară albicioasă și lânoasă repede trecătoare, de asemenea rest al vălului.
- Carnea: subțire, fibroasă, de un colorit bej-cenușiu, brun deschis până la maro apos, adesea cu nuanțe slabe liliachie este mai mult sau mai puțin înroșită la baza tulpinii. Mirosul este la exemplare tinere nesemnificativ, apoi nu prea pronunțat de ridiche și/sau de gulie, gustul fiind blând.[3][4]
- Caracteristici microscopice: are spori palid brun-gălbui, zvelt elipsoidali până sub-cilindrici, apical moderat rotunjiți și de obicei ceva mai înguști decât la bază, sub apicol în cel mai bun caz oarecum turtiți, dar fără depresiune suprahilară, cu pereți laterali adesea destul de drepți, foarte fin verucoși, fin aspri până la aproape netezi în contur, moderat dextrinoizi (portocaliu-maro cu soluția Melzer), măsurând 9,2-11,4 x 5,1-6,3 microni. Pulberea lor este brun-roșiatică până la brun-ruginie. Basidiile clavate cu 4 sterigme fiecare au o dimensiune de 25 (34)-36 (43) x 7 (9)-10 (12) microni. Pileocistidele (elemente sterile de pe suprafața pălăriei) au o epicutis foarte subțire cu celule parțial prăbușite, fin încrustate. Hipodermul puternic dezvoltat prezintă celule cu o lățime de aproximativ 22-26 (30) µm lățime, majoritatea cu un pigment puternic, pereți groși, uneori cu aspect oarecum granular, în straturi mai adânci cu incrustații și plăci striate. Cheilocistidele (elemente sterile situate pe muchia lamelor) sunt fertile, iar pleurocistidele (elemente sterile situate în himenul de pe fețele lamelor) au o pigmentație foarte palidă, cel mult foarte fin încrustată.[12][13]
- Reacții chimice: carnea și cuticula se decolorează într-o soluție de   Hidroxid de potasiu de 30% brun-negricios.[14]

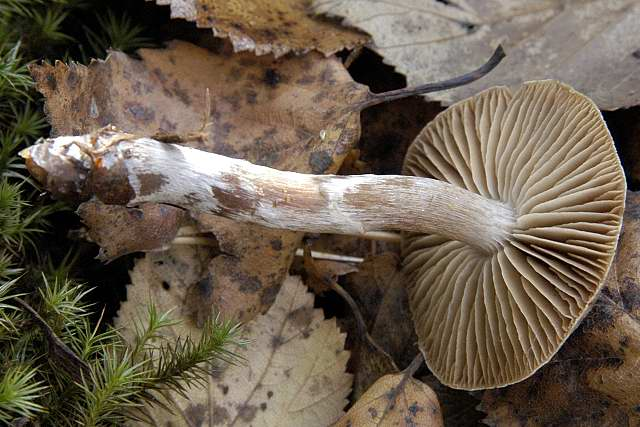
C. casimiri, lamele și picior
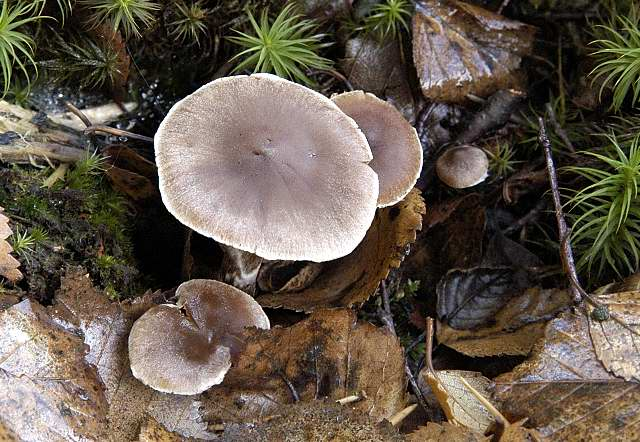
C. casimiri diverse stadii de evoluție

## Confuzii
Cortinarius casimirii poate fi confundat între altele cu Cortinarius armeniacus (necomestibil), Cortinarius cagei sin. Cortinarius bicolor (necomestibil), Cortinarius cinnamomeus (otrăvitor), Cortinarius croceus (otrăvitor), Cortinarius damascenus (necomestibil), Cortinarius evernius (necomestibil), Cortinarius flexipes (poate otrăvitor), Cortinarius ionophyllus sin. Cortinarius scutulatus (necomestibil, foarte asemănător în caracteristici, dar ceva mai violaceu) + imagini Arhivat în 27 martie 2023, la Wayback Machine., Cortinarius obtusus (necomestibil), Cortinarius subbalaustinus (necomestibil), dar, de asemenea, de exemplu cu Inocybe petiginosa (otrăvitoare)

## Specii asemănătoare în imagini

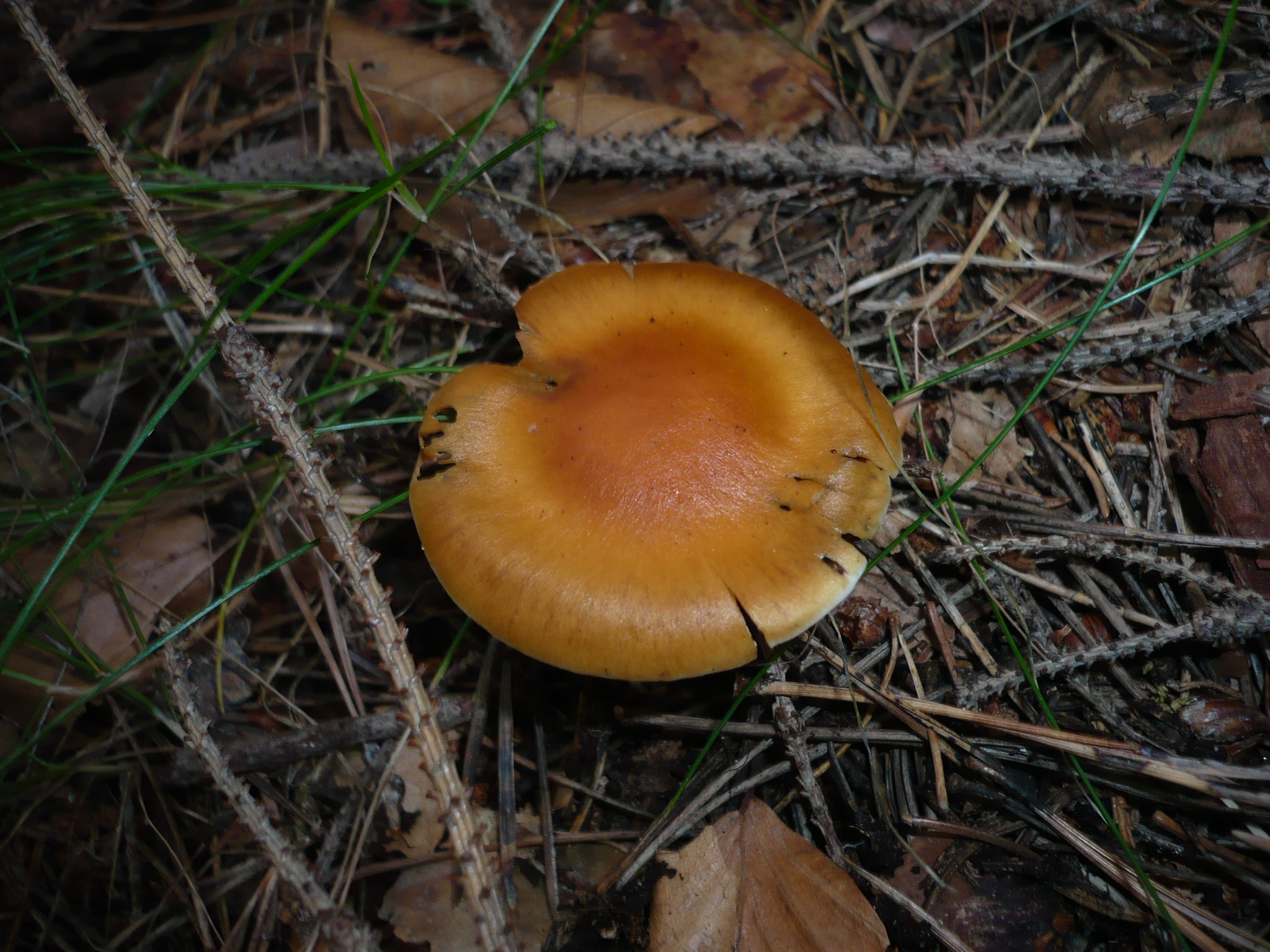
!Cortinarius armeniacus!
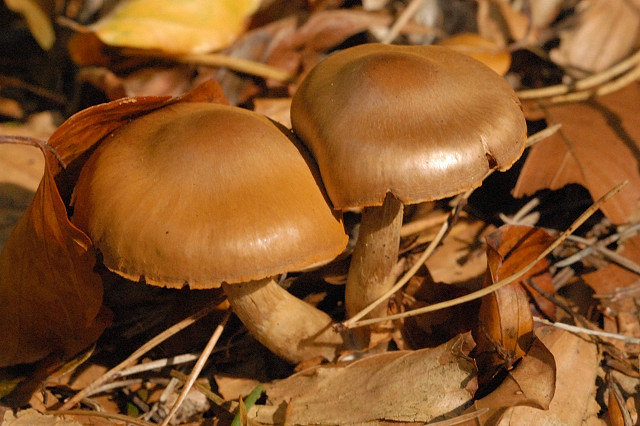
!Cortinarius cagei!
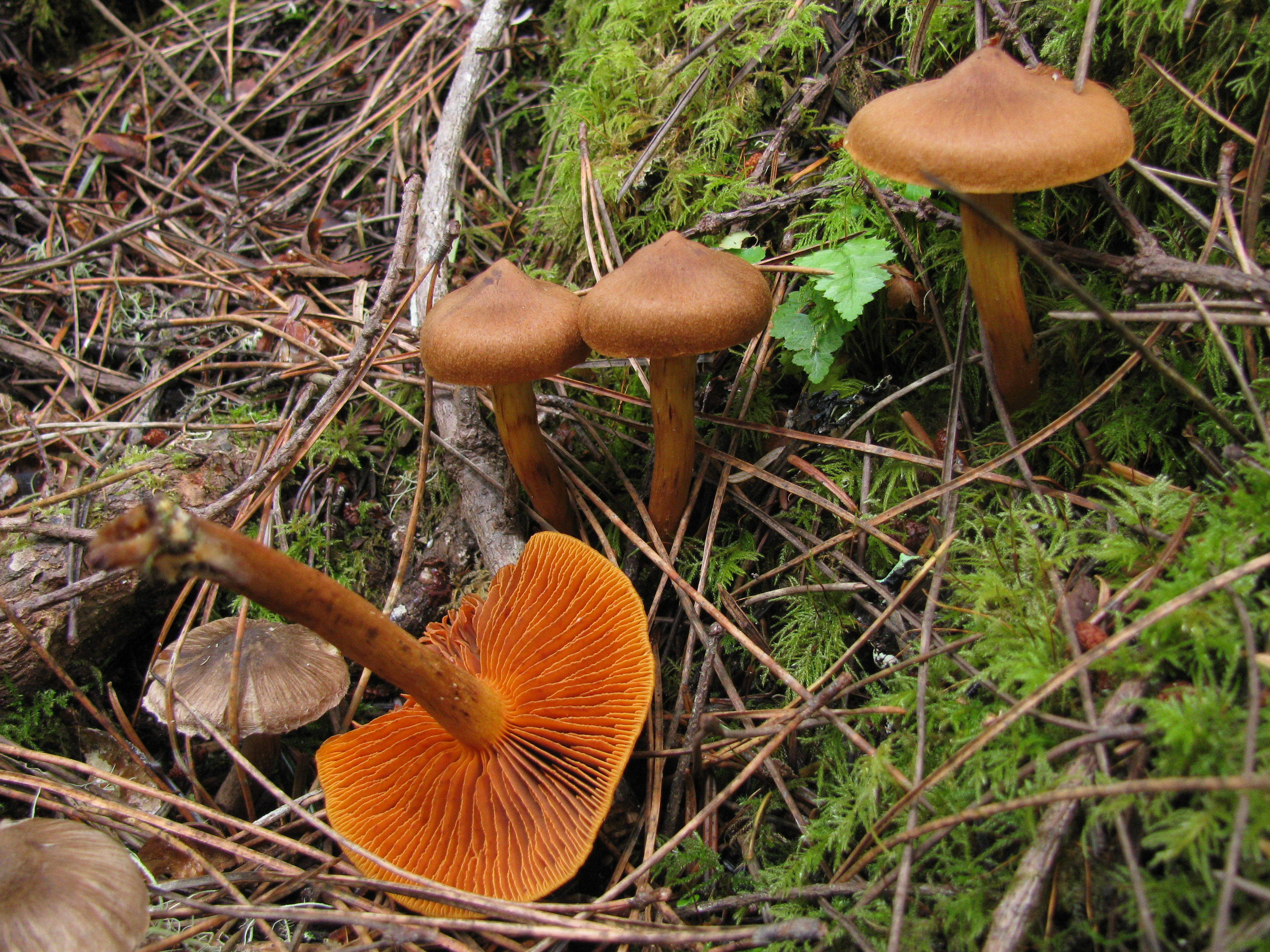
!!Cortinarius cinnamomeus!!
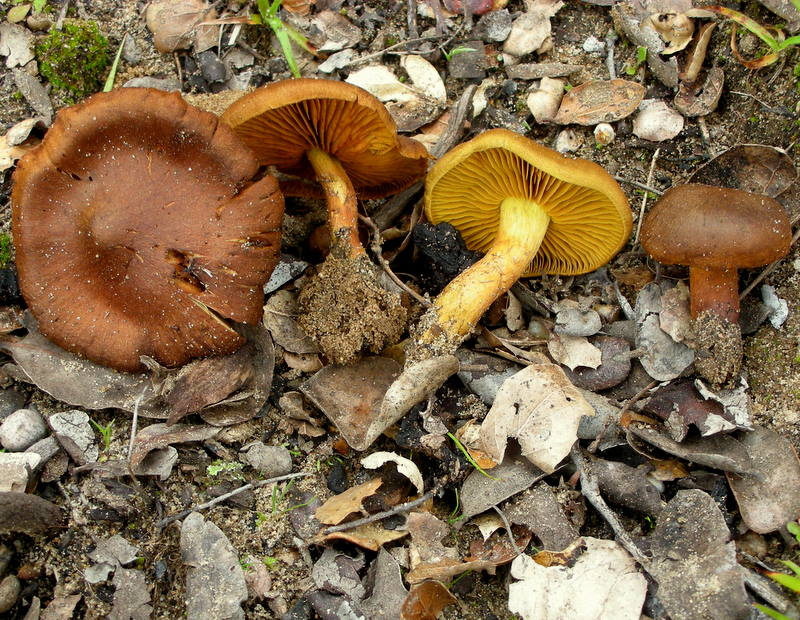
!!Cortinarius croceus!!
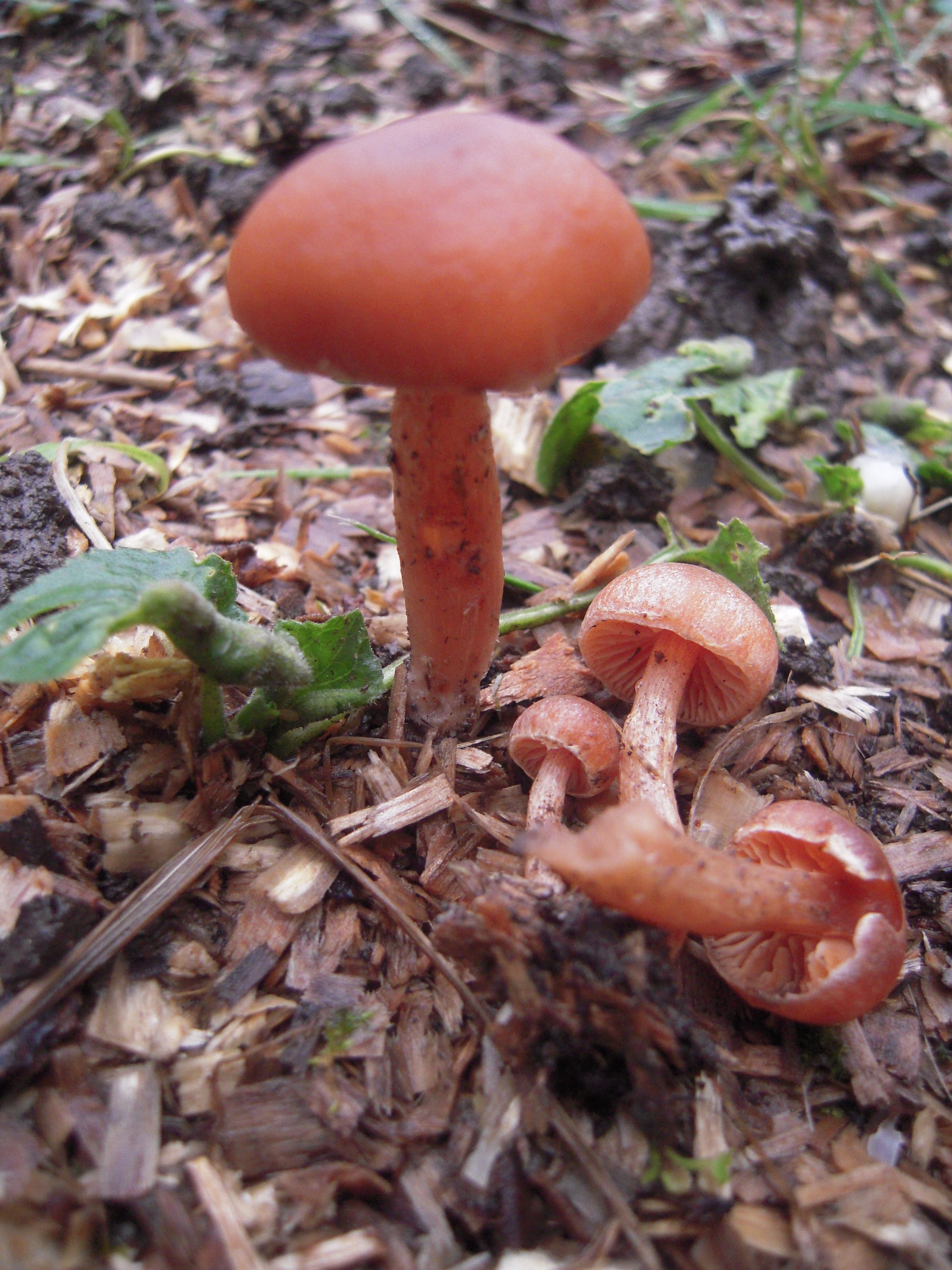
!Cortinarius damascenus!
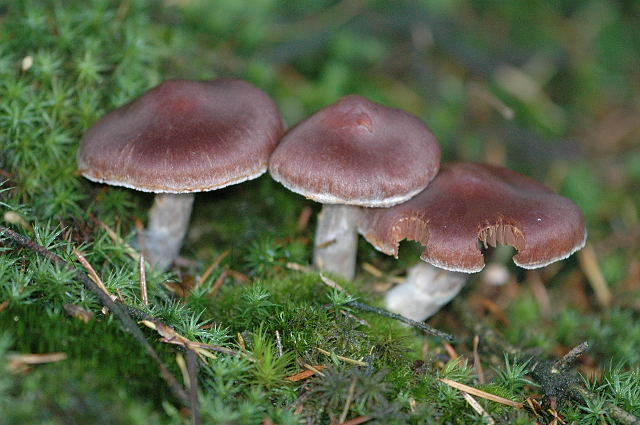
!Cortinarius evernius!

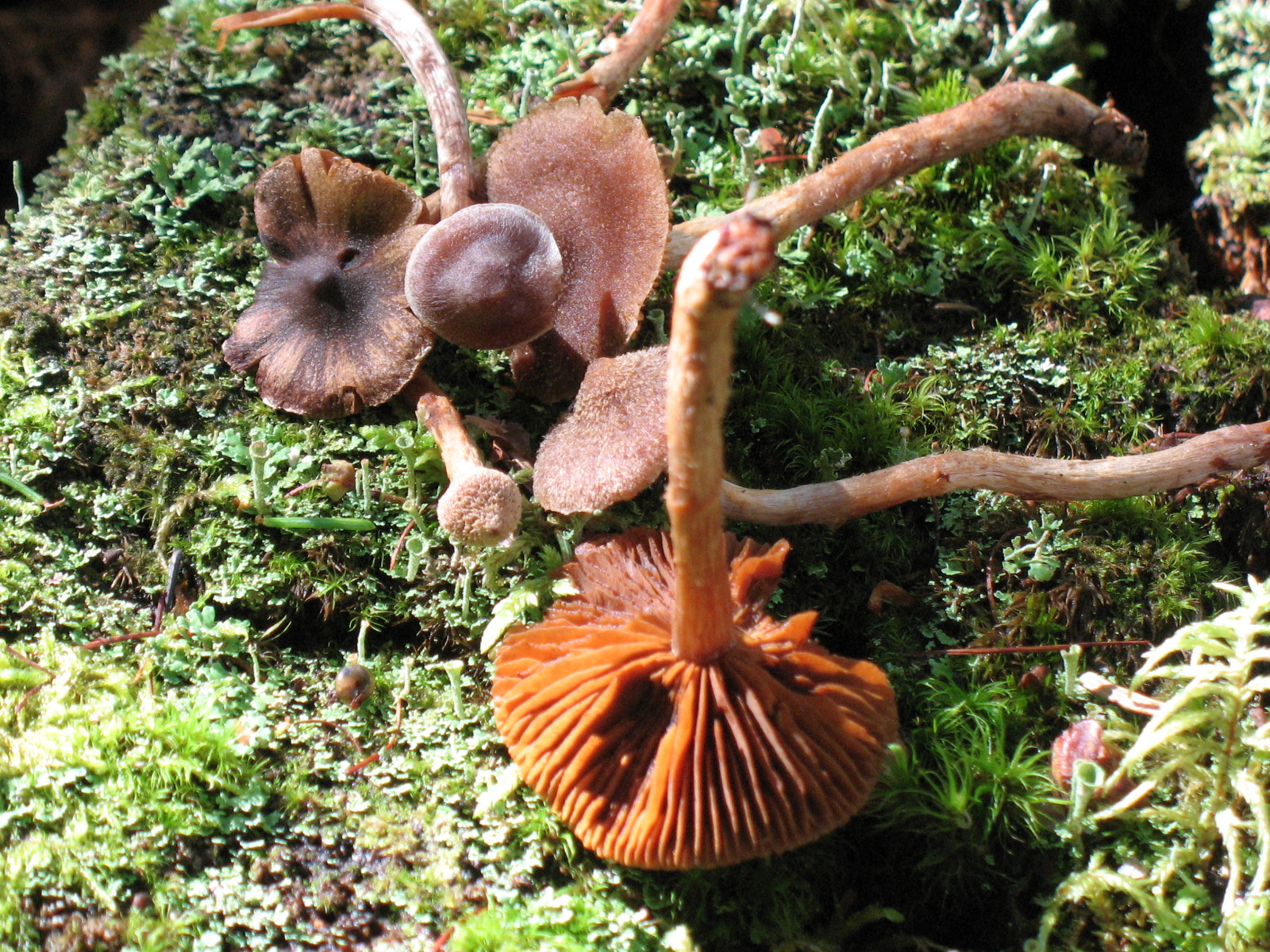
!!Cortinarius flexipes!!
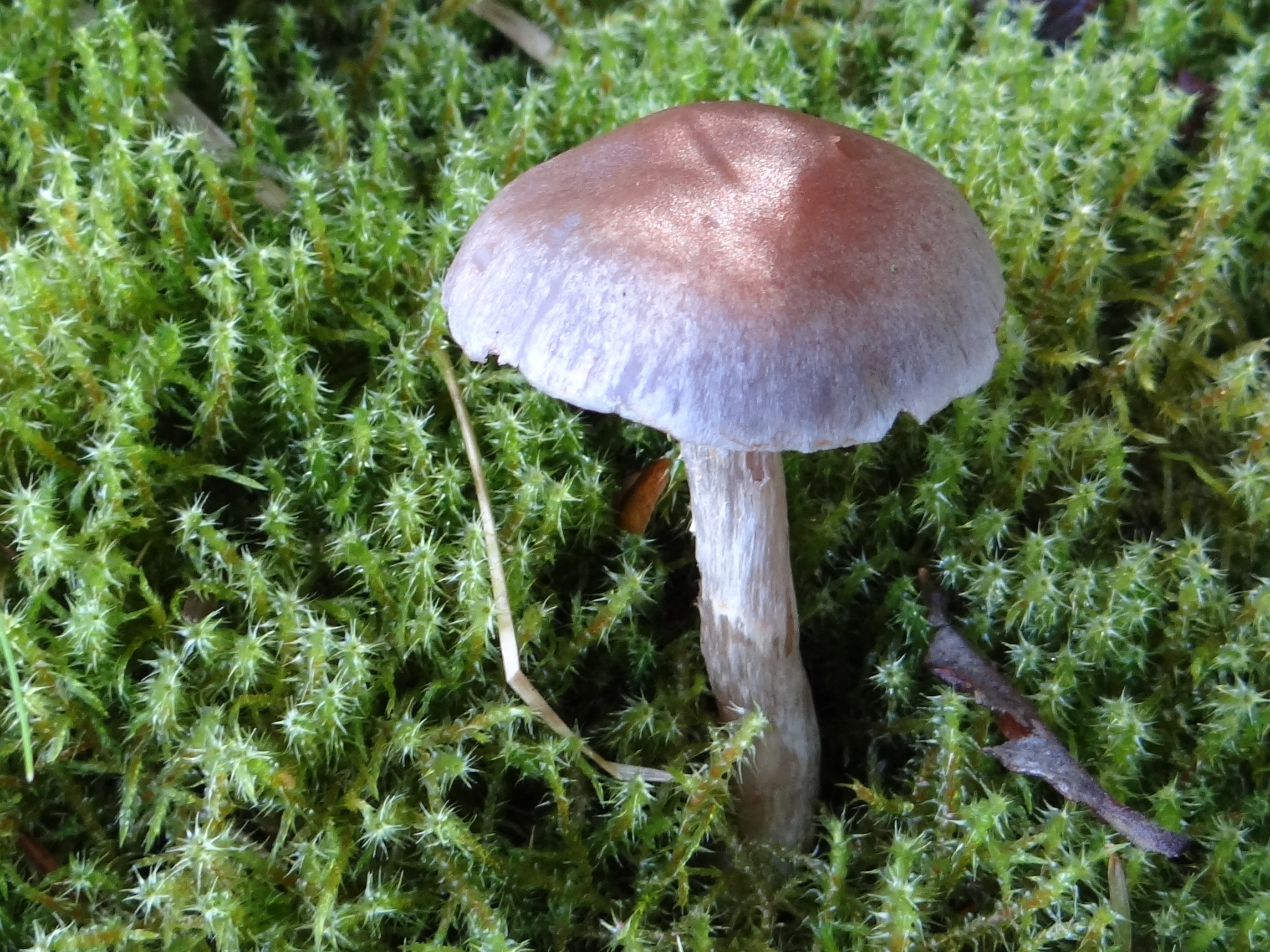
!Cortinarius ionophyllus! sin. !Cortinarius scutulatus!
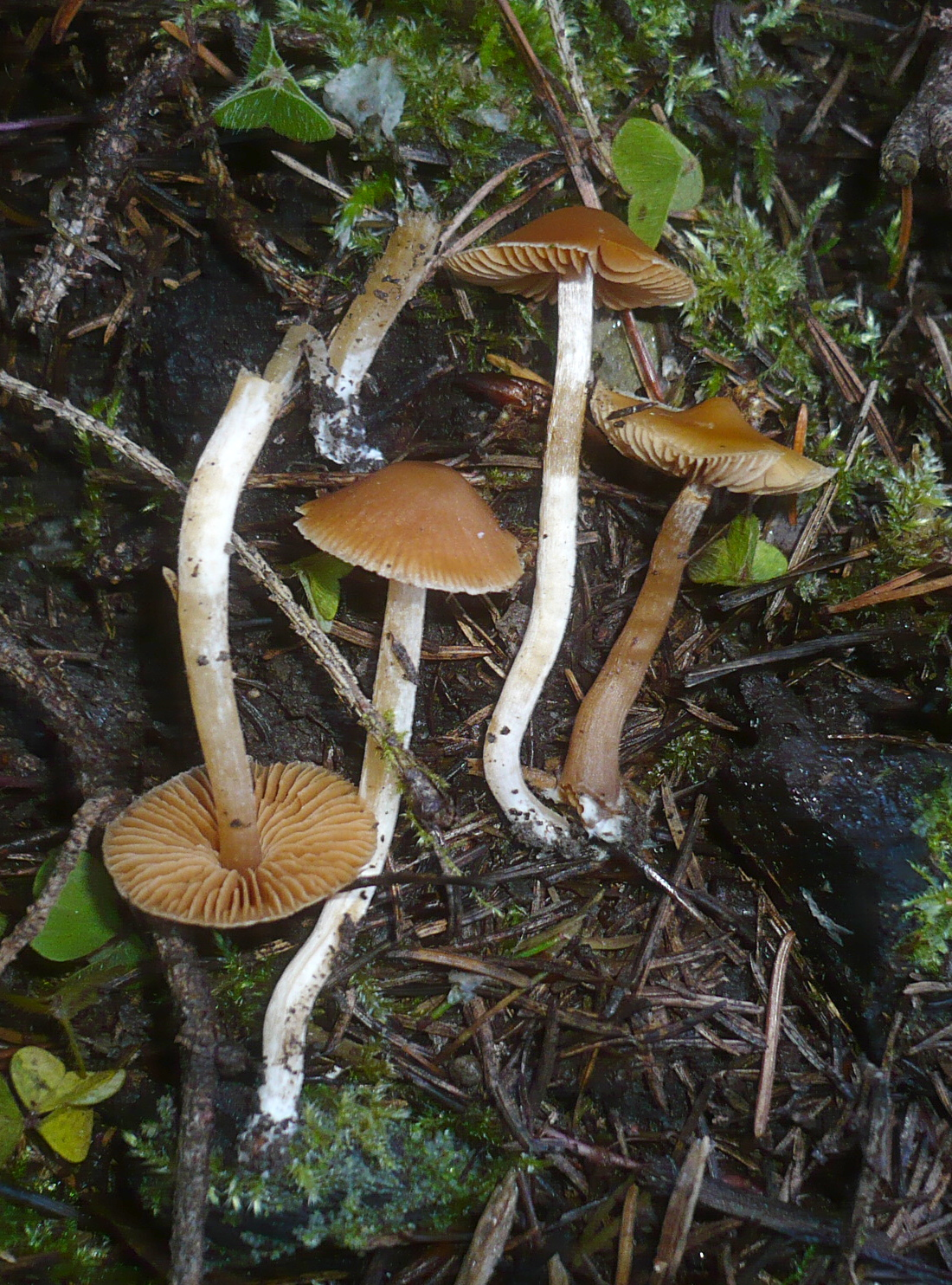
!Cortinarius obtusus!
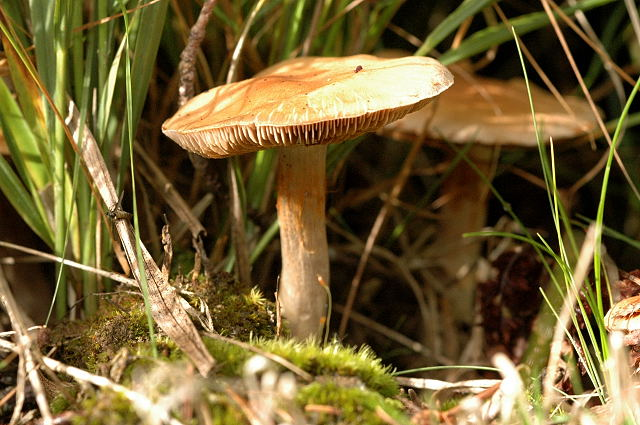
!Cortinarius subbalaustinus!
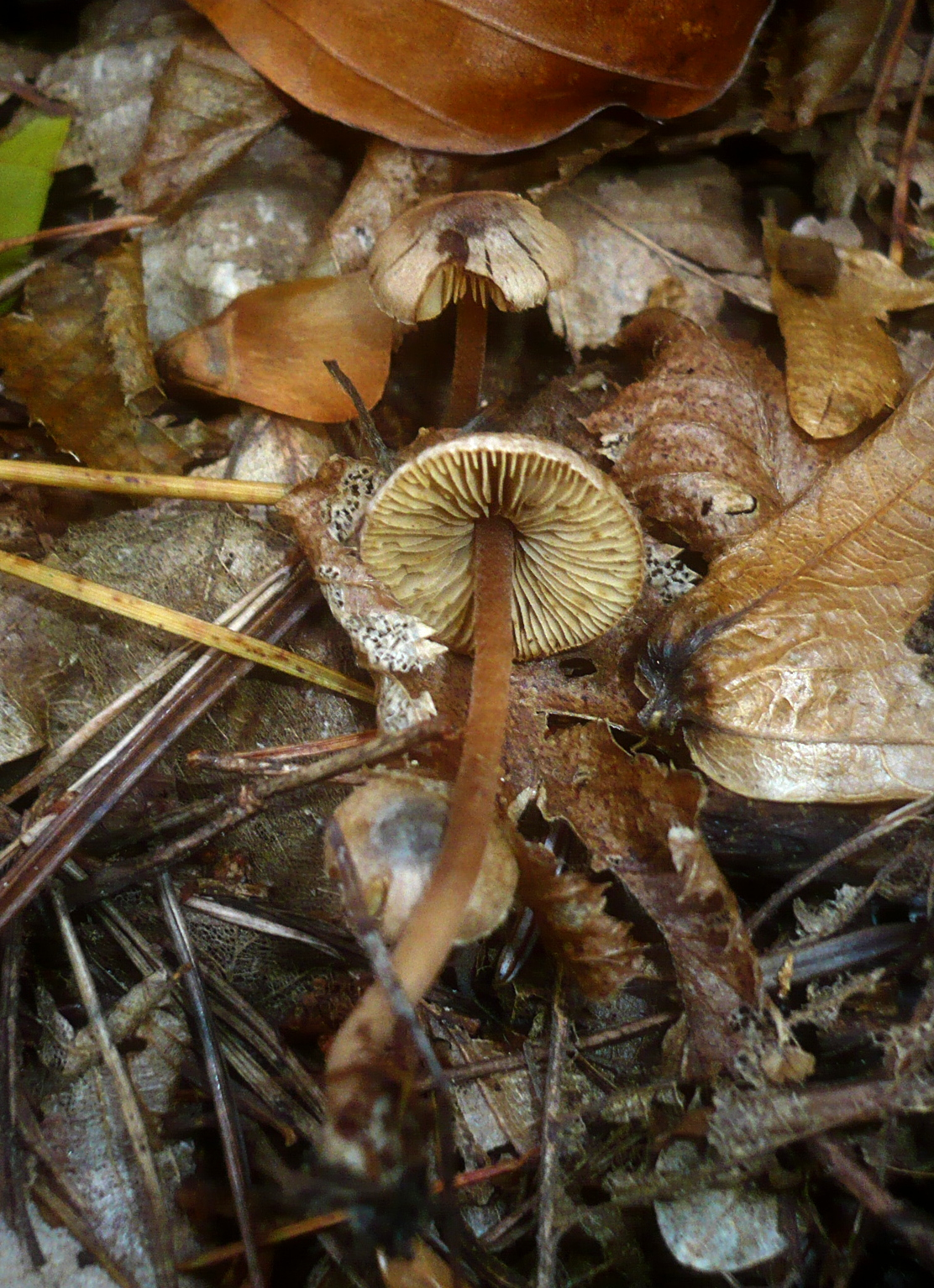
!! Inocybe petiginosa!!

## Valorificare
Deși inofensivă pentru consum, specia este necomestibilă, din cauza cărnii subțiri și fibroase precum al mirosului nu prea plăcut.